# Abiy Ahmed
Abiy Ahmed (* 15. srpna 1976 Beshasha) je etiopský politik, současný etiopský premiér a nositel Nobelovy ceny míru za rok 2019.

## Život a kariéra
Ahmed je oromské národnosti a pochází ze smíšeného manželství muslimského otce a křesťanské matky. Byl vojákem z povolání a zpravodajským pracovníkem.
V dubnu 2018 byl jmenován etiopským premiérem; jeho vláda byla od začátku charakterizována ekonomickými reformami a zmírňováním politického napětí. Po nástupu do úřadu vyzval k návratu do země disidenty v exilu i etiopskou diasporu v Spojených státech a Evropě, dále propustil několik tisíc vězňů a zrušil obvinění z terorismu vůči desítkám aktivistů z řad místní politické opozice. Dále ohlásil plán na liberalizaci státních podniků a v oblasti zahraniční politiky významně přispěl k odstranění napětí se sousední Eritreou (uzavření příslušné mírové dohody, vzájemné otevření zastupitelských úřadů, obnovení telefonického spojení a zavedení pravidelné letecké linky mezi oběma zeměmi).
V roce 2019 mu byla udělena Nobelova cena míru „za jeho úsilí o dosažení míru a ve prospěch mezinárodní spolupráce, zvlášť pak za jeho odhodlanou iniciativu vyřešit pohraniční konflikt se sousední Eritreou“. V listopadu 2020 však rozpoutal občanskou válku tím, že poslal armádu k potlačení rebelie v severním regionu Tigraj; podle některých Etiopanů a západních komentátorů si Ahmed začíná osvojovat represivní praktiky a udělení Nobelovy ceny pro něj bylo chybou. Zástupci OSN obvinili etiopskou armádu z páchání válečných zločinů, ale Ahmed všechna obvinění popřel. Během války proti Tigraji, která si vyžádala na 500 000 obětí, čelila Ahmedova vláda obvinění z genocidy.
V říjnu 2021 Abiy Ahmed oficiálně složil přísahu na druhé 5leté funkční období.
Dne 4. listopadu 2023 se setkal v Addis Abebě s českým premiérem Petrem Fialou, který přicestoval na státní návštěvu Etiopie. Ahmedova vláda projevila zájem o české zbraně.

## Vyznamenání
- Řád perly Afriky – Uganda, 9. června 2018
- řetěz Řádu Zajda – Spojené arabské emiráty, 24. července 2018[8]
- řetěz Řádu krále Abd al-Azíze – Saúdská Arábie, 16. září 2018[9]
- Nobelova cena za mír – 11. října 2019[3]